# Стрільбицькі
Стрільбицькі, або Стрельбицькі — стародавній український (руський) шляхетський рід, гербу Сас.

## Походження роду
- Рід Стрільбицьких має боярське походження. Найдавніша згадка про існування роду сягає 1243 року. Згідно з документами наданими магнатській комісії жидачівським чашником Людвігом Жигайло-Стрільбицьким, які були вписані в Жидачівську гродську книгу 1776 року.
- За 1243 рік зберігся список грамоти руського князя Лева на село Стрільбичі, яку він надав предку панів Стрільбицьких — Данилу з Кульчиць, ловчому князя та дідича всієї Русі Льва Даниловича «Ego in Deo Leo princeps dominus Rusiae Terrae…», в перекладі: «Я, Лев, володар від Бога, дідич всієї землі Руси, подарував своєму милому слузі, шляхетному Данилі з Кульчиць, потік Яблонька на Самбірському гостинці (тракті)….»[2].

## За "Корони Польської" та в Гетьманщині

король Польський, великий князь Литовський та Руський Ян III Собеський відправляє листа Папі Римському з звісткою про перемогу в Віденській битві

Феодосія Стрільбицька, благодійник Успенської церкви

- У 1505 році Сидір з Кульчиць, війт Стрільбич склав заповіт, в якому розподілив свій маєток між синами: Тимком, Стецем та Яремою.
- 1519 рік, король Сигізмунд I Старий, надає грамоту на село Стрільбичі Яремі.
- У 1556 році, король Сигизмунд ІІ видав грамоту шляхетному Матвію та православним священикам Івану та Базилю Стрільбицьким, текст якої, в 1621 році був вписаний в акти Перемишльського гродського суду.

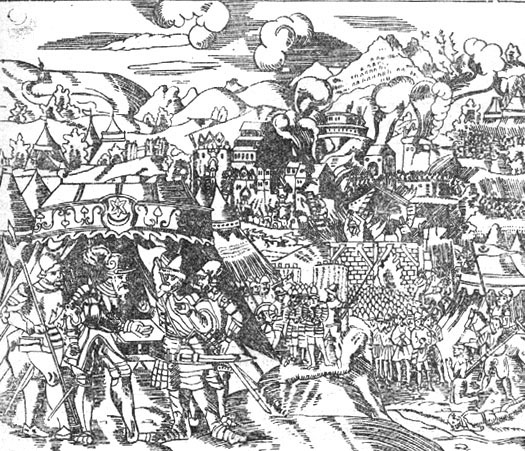
«Звільнення Полоцька військом Стефана Баторія»

- 19 липня 1582 р., король Стефан Баторій, після звільнення Полоцька від військ Івана Грозного, в обозі під замком підтвердив грамоту Сигизмунда ІІ, для Стеця, Деміана та Івана Стрільбицьких.
- У 1586 р., Борис Годунов, який в цей час був фактичним монархом в Московському царстві при малолітньому царю Федорі Івановичу, звернувся з посланням до руського магната, воєводи київського, князя Костянтина-Василя Острозького, щоб він засудив атамана Запорозького «Стрєлбитского», которий очолював похід українських козаків на станичників московських: «…и ис Переяславля ж посол запорожскои атаман Стрєлбитцкои а с ним пошло черкас с триста члвкъ а пошли на Дон и на Донецъ гсдря ншго станичников громил и гсдря ншго казаков и ты б пан рада княз василеи костянтинович такие дела себе розидил пригожее ли такое дело в ннешнее ва ере мирное время делаетца а именно писал есми и тебе и пану раде ко кнзю василю костянтиновичу острожскому с повеленя и с приговору црвча арасланалея какбуловича ак кубековича».
- У 1619 році Теодор Стрільбицький з дружиною Анною з дому Майковських (Матковських)[3] склали заповіт на користь Михайлівського Золотоверхого монастиря згідно з яким передали монахам цієї обителі частину свого маєтку.
- На 1625 рік в пом'янику Межигірського монастиря вписано рід ігумені Миколи Йорданського монастиря Євдокії Стрельбицької:

аркуш 183 Рід Інокині Єvдокїи Стрє(л)бицкои Игумєніи Йорда(н)скои:
Помяни Господь душі рабъ своихъ: Анну, Марїю, Іоанна, Єvдокїю, Трофима, Ісидора, Павла, Стєфаниду.
- У 1626 році, після битви під Цецорою (можливо Хотинської)? Гриць та Яцько Стрільбицькі потрапили до татарського полону і їхня сестра збирає викуп.
- 1649 р., Стецько Стрелбіцкий козак Паволочської сотні Білоцерковського полку в реєстрі Війська Його Королівської Милості Запорізького.
- 1654 р., Якуб Теодорович Стрільбицький одружений з Виговською, носить титул чашника Чернігівського, вибирається депутатом на Сейм Речі Посполитої в Варшаві від Київського та Чернігівського воєводств.

- 1684 р., Ян III Собеський, король король Польський, великий князь Литовський та Руський, знаходячись в своїй яворівській резиденції видав привілей для Марії Стрільбицької, покійного Івана Стрільбицького вдови та її малолітнього сина: «Шануючи заслуги Івана та Базилія Стрільбицьких, товарищів гусарської корогви каштеляна Белзського, котрі були з Нами в битві під Віднем, а Базилій під Парканами від турків загинув, а також заслуги Івана Стрільбицького — чоловіка Маріанни, котрий в тій корогві воював та був смертельно поранений під Віднем. Вирішив за труди їхні ратні надати маєток війтівський з полями у селі Стрільбичі, которий утримували вказані вище Базилій та Іван Стрільбицькі-Михалковичі, сини Стефана Стрільбицького, що під „Стриногом“ загинув …..».

- 1701 р., король Польський, великий князь Литовський та Руський Август II Сильний подарував маєток Чепилів? (Старі Шепеличі?) в Київському воєводстві пану Яну Якубовичу Стрельбицькому, хорунжему панцерної корогви київської. У шляхетській справі київського ювеліра Самсона Стрільбицького та його синів, зберігся список цього привілею, що був написаний українською латинкою (староукраїнською мовою), в котрій використовували латинські літери.
- 1731—1732 роках, ієромонах Мамонт (Стрельбицький) є настоятелем Троїцько-Ізмайлівського храму в Санкт-Петербурзі.
- 1740 р. шляхтич Петро Стрільбицький купує частину села Сопин на Брацлавщині[4].
- 1748 р., Василь Нечипорович Стрельбицький козацький старшина лохвицької сотні Миргородського полку.
- 10 лютого 1765 р. померла Феодосія Стрільбицька, яка в другій половині XVIII ст. пожертвувала для Успенської церкви 6 000 зл. У память чого її художній портрет був встановлений в Успенській церкві.[5] Зараз цей портрет заходиться в зібрані Львівської національної галереї мистецтв, в експозиції Олеського замку.
- 1768–1784 рр., Стефан Васильович Стрельбицький лохвицький писарь, та сотник, військовий товариш в Гетьманщині.

## Доба імперій

«Шляхетська грамота подільської гілки роду Стрельбицьких»

«Гербівник шляхти Галичини та Буковини».

- Після розділу шляхетської республіки (Спільна Справа) Річ Посполита та анексії українських земель до складу Всеросійської, та Австрійської імперій представники роду Стрільбицьких підтвердили своє шляхетське походження в них.

Збереглись документи по Малоросійській, Подільській, Волинській та Київській губерніях Всеросійської імперії, та по королівству Галичини та Володомерії Австрійської імперії..
- 1782 році, в королівстві Галичини та Володомерії шляхетський статус підтвердили представники чотирьох гілок роду Стрільбицьких:

1.Стрільбицький-Данилович Самійло — 1782 р. Львів, суд земський \ Strzelbicki (Daniłowicz) Samuel — Lwow. Sąd ziemski r.1782.;
2.Стрільбицькі-Михалкович Ігнат та Франц — 1782 р. Перемишль, суд гродський \ Strzelbicki (Michałkowicz) Iqnacy i Franciscek — Przem. Sąd qrodzki r.1782.;
3.Стрільбицькі, гербу Сас Войцех і Людвиг — 1782 р. Магнацька комісія. \ Strzelbicki (h. Sas) Wojciech i Ludwik — Maqnaci, roku 1782.;
4.Стрільбицький, гербу Сас Іван — 1782 р. Галицький суд земський. \ Strzelbicki (h. Sas) Jan — Halicki Sąd ziemski, roku 1782.
- Михайло Стрільбицький протопоп в князівстві Молдавському, з середини XVIII ст. і до початку XIX ст. Спочатку служив в Яссах (на теринах сучасної Румунії), а потім в Дубосарах (Молдова), благословляв українських козаків на штурм турецької фортеці Ізмаїл, козацьке військо становило половину всіх сил узявших участь в війні. Скінчив своє життя в 22 жовтня 1803 р. в Яссах.
- 16 травня 1792 року: «Молдавскому протопопу Михайлу Стрѣльбицкому в награжденіе службы его, оказанной нам в теченіе минувшей съ Турками войны, повелеваемъ отвесть землю в Дубоссарах для водворениія его и позволить ему завести тамо типографію для печатанія книг на греческом, россійском, молдавском и прочих языках, производя ему пенсію по триста рублей в год»… — Указ її величності імператриці всеросійської Катерини II.
- В Подільському воєводстві проживало більше двох десятків шляхетських родів Стрільбицьких. Більшість з них було декласовано після шляхетських повстань 1830–1831 та 1863–1864 років.
- В 1785 році Йосип Стрельбицький порушив перед Подільським дворянським зібранням клопотання про підтвердження свого шляхетського походження та включення його гілки роду до дворянського стану. В 1803 році указом герольдії Иосипу Стрельбицькому та його найближчим родичам було надано статус дворянин першої ступені, їхнє прізвище було внесено до першої частини родословної книги Подільської губернії. (Диплом про шляхетське походження зберігався у греко-католицького, а згодом православного протоієрея Подольської єпархії, отця Хрисанта Йосиповича Стрільбицького, брата архієпископа Модеста, та батька духовного письменника Іоана Хрисанфовича Стрільбицького).

Битва при Сомосьєррі

- В 1808—1814 роках у складі наполеонівської армії воює ротмістер кавалерії Микола-Іван Стрільбицький, що походив з села Військо під Перемишлем, він бере участь в іспанській та московській компаніях, в «битві народів» під Лейпцігом, потім під командуванням маршала Даву прибув до м. Гамбург, захисники якого покинули це місто з розгорнутими бойовими прапорами та власною зброєю відійшовши маршем до Парижу, тільки після зречення Наполеона.[7] Його брат Юрій (Георгій) де Стрельбицький після закінчення 10 липня 1793 р. Львівської духовної семінарії становиться каноніком (1818 р.), потім архідияконом, деканом Перемишльским, радником та референтом митрополичої консисторії у митрополита Галицького Михайла Левицького.
- В 1854—1855 рр., в чині прапорщика Іван Стрельбицький (1828—1900) бере участь в обороні Севастополя (Кримська війна(1853—1856 рр.)). З 1865 року Стрельбицький Іван Опанасович служив офіцером у Військово-топографічному управлінні генштабу, займався укладанням «Спеціальної карти Європейської Росії». Російське географічне товариство згодом відзначило роботу Стрельбицького найвищою своєю нагородою — Костянтинівською медаллю. У 1890-у Іван Опанасович ввійшов до Російського астрономічного товариства. До 50-річчя своєї військово-топографічної служби, а також за «Спеціальну карту Європейської Росії», Стрельбицький отримав пожиттєву пенсію. У 1875 році за цю ж працю картографа відзначено медаллю Міжнародного географічного конгресу, що проходив тоді у Парижі.

В 1878-1879 роках Антін та Лев Стрільбицькі, офіцери 24-го коломийського піхотного полку австо-угорських військ, в складі яких беруть участь в окупації Боснії і Герцеґовини. Їх підрозділ бере участь в битві з турками за містечко Брчко. В пам'ять про цю подію вони склали пісню:
«Ой кувала зазуленька в Вербіжі на мості,
Прийшла карта із бецирку в Яблунів у гості.
А та карта біленькая вісточки принеса,
Щоб резерва Пармезанська у бецирку стала.
Ходіть хлопці, цісар кличе турка воювати,
Бо москаль сам не дав ради, треба помагати.
В Коломиї, руськім місті, задзвонили дзвони,
Злетілись наші хлопці з всієї сторони.
Ся злетіли, зібрали, в місті на риночку,
А панове коломийські, виточили бочку.
Виточили бочку пива, стали промовляти,
А музики в труби, бубни давай вигравати…»
- В 1914—1916 рр. віце-губернатор, а в 1916 −1917 рр. губернатор Єреванської губернії — Стрельбицький Аркадій Євгенійович[8]

## Сучасність
В боях за волю України на російсько-українській війні в квітні 2022 року загинув колишній поліцейський, пенсіонер  органів внутрішніх справ Хмельниччини Анатолій Стрельбицький. 
19 липня 2024 року під час бойового завдання у селі Новоселівка Перша Покровського району Донецької області загинув уродженець с. Бердиківці що на Тернопільщині Ігор Юліанович Стрельбицький. На Тернопільщині відкрили меморіальні дошки двом захисникам Відкрито меморіальну дошку Ігорю Стрельбицькому

## Походження прізвища
Прізвище проходить від назви родового села Стрільбичі, що під Старим Самбором (Старе Місто), в якому Стрільбицькі були війтами (дідичами цього села).
- В давнину писалось як «Стрѣльбицькі», чи «Стрѣльбѣцькі» через «ять».
- українською — «Стрільбицькі», Стрельбицькі та «Стрільбіцькі».
- польською — «Strzelbicki», що в вимові звучить як «Стшельбіцкі», від польської транскрипції виникли російські варіанти написання Стржельбицкие та Стрежельбицкие.
- старобілоруською — «Stralbicki», що вимовлялось як «Стральбіцкі»
- російською — «Стрельбицкие», або «Стрельбитские».

## Представники роду Стрільбицьких
- Стрільбицька Олександра Іванівна — українська вчена в галузі будівельної механіки родом з Одеси.
- Стрільбицька Феодосія — благодійник Успенської церкви в Львові середини 17 століття.
- Стрільбицький Іван — український гравер на міді кінця 17 — початку 18 століття.
- Стрільбицький Іван Опанасович — геодезист, картограф, генерал від інфантерії, українець за походженням.
- Стрельбицький Іван Семенович — радянський генерал-лейтенант артилерії.
- Стрільбицький Іоан Хрисантович — православний письменник, освіту здобув у Київській духовній академії.
- Стрільбицький Любомир Володимирович — викладач Львівського національного медичного університету ім. Д.Галицького. Відмінник освіти і науки України, доцент кафедри фізичної реабілітації, спортивної медицини, фізичного виховання і валеології. Вихованець тренера зі стрільби з лука Тараса Бандери.
- Михайло Стрільбицький — український поет, член спілки письменників України.
- Михайло Стрільбицький — протопоп в князівстві Молдавському.
- Модест Стрільбицький (Данило Костянтинович Стрільбицький) — архієпископ Волинський та Житомирський, Свято-Успенської Почаєської лаври Священний-Архімандрит.
- Стефанія Скварчинська, до шлюбу Стрільбицька — польська теоретикиня та історикиня літератури.
- Стрільбицький Самсон Іванович — український золотар кінця 18 — першої третини 19 століття. Працював у Києві.
- Стрельбицький Семен Дементійович —  радянський громадський діяч, ректор Харківського інституту народної освіти.
- Стрільбицький Федір (Теодор) — український гравер другої пол. 18 — поч. 19 ст. Свято-Успенська Почаївська лавра.